# Местлин (коммуна)
Местлин (нем. Mestlin) — община в Германии, в земле Мекленбург-Передняя Померания. Коммуна подразделяется на 4 сельских округа.

## География
Входит в состав района Пархим. Подчиняется управлению Гольдберг-Мильдениц. Занимает площадь 32,56 км². 

## Расположение
Местлин расположена южнее Мекленбургского поозёрья, на пересечении федеральной трассы 392 Кривиц—Гольдберг и государственной дороги 16 Пархим—Штернберг в 34 км к востоку от Шверина и в 20 км к северу от Пархим.

## История
Во время Тридцатилетней войны в коммуне полностью сгорело много домов.

## Население
Население составляет 813 человек (на 31 декабря 2010 года). 

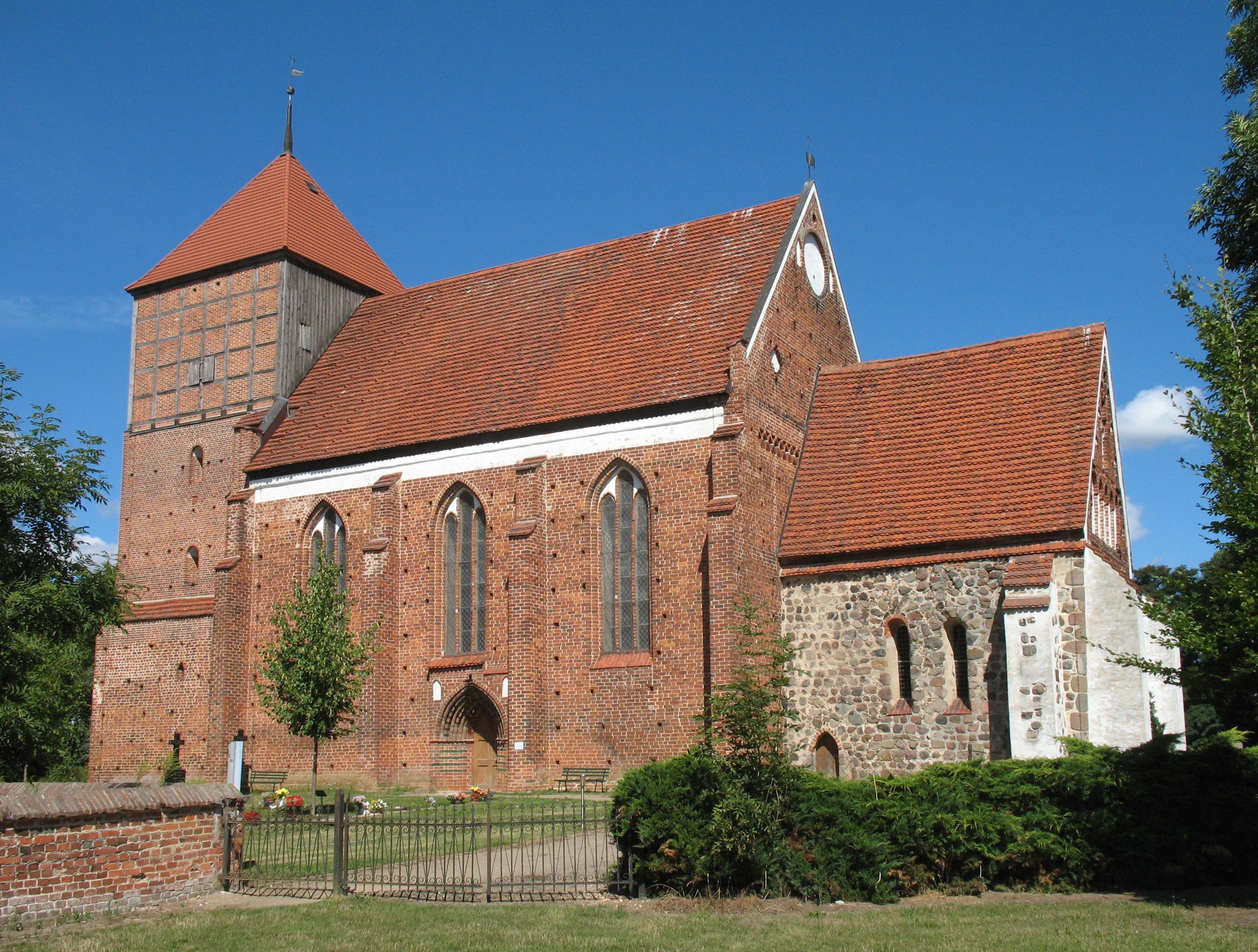
Церковь
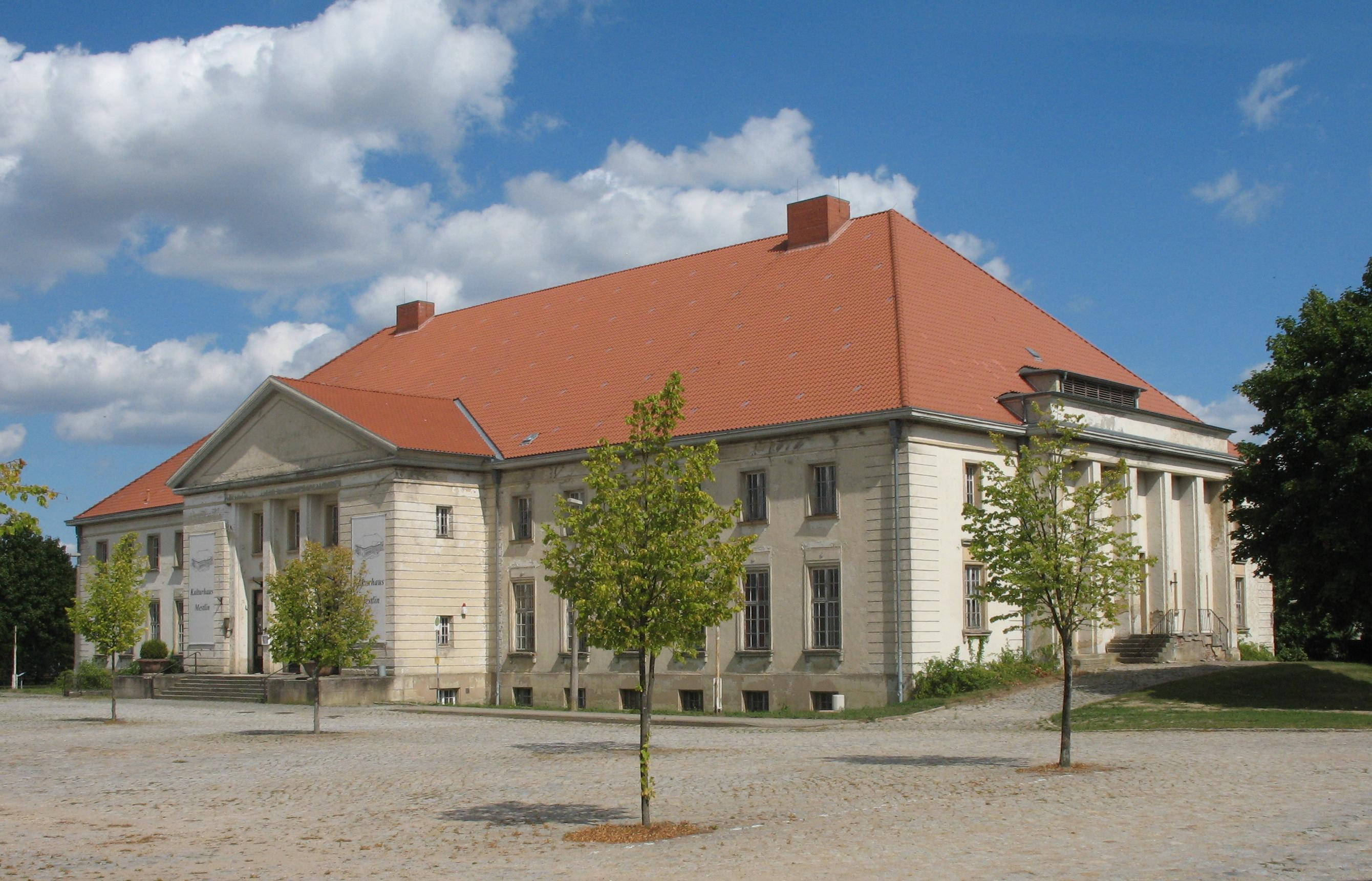
Культурный центр